# Tour de France Automobile 1984
Tour de France Automobile 1984 (43. Tour de France Automobile) – 43. edycja rajdu samochodowego Tour de France Automobilen rozgrywanego we Francji. Rozgrywany był od 24 do 28 września 1984 roku. Była to czterdziesta pierwsza  runda Rajdowych Mistrzostw Europy w roku 1984 (rajd miał najwyższy współczynnik - 4) oraz ósma runda Rajdowych mistrzostw Francji.

## Klasyfikacja rajdu
| Miejsce                                          | Kierowca                                         | Pilot                                            | Samochód                                         | Czas                                             | Strata                                           |                                                  |
| Klasyfikacja generalna, ERC i mistrzostw Francji | Klasyfikacja generalna, ERC i mistrzostw Francji | Klasyfikacja generalna, ERC i mistrzostw Francji | Klasyfikacja generalna, ERC i mistrzostw Francji | Klasyfikacja generalna, ERC i mistrzostw Francji | Klasyfikacja generalna, ERC i mistrzostw Francji | Klasyfikacja generalna, ERC i mistrzostw Francji |
| ------------------------------------------------ | ------------------------------------------------ | ------------------------------------------------ | ------------------------------------------------ | ------------------------------------------------ | ------------------------------------------------ | ------------------------------------------------ |
| 1.                                               | Jean Ragnotti                                    | Pierre Thimonier                                 | Renault 5 Turbo "Tour de Corse"                  | 6:26:44                                          | 0.0                                              |                                                  |
| 2.                                               | Jean-Claude Andruet                              | Annick Pauvergne                                 | Lancia Rally 037                                 | 6:27:05                                          | +21                                              |                                                  |
| 3.                                               | Guy Fréquelin                                    | Christian Gilbert                                | Opel Manta 400                                   | 6:34:27                                          | +7:43                                            |                                                  |
| 4.                                               | Bernard Darniche                                 | Alain Mahé                                       | Audi Quattro A2                                  | 6:35:29                                          | +8:45                                            |                                                  |
| 5.                                               | Didier Auriol                                    | Bernard Occelli                                  | Renault 5 Turbo "Tour de Corse"                  | 6:48:29                                          | +21:45                                           |                                                  |
| 6.                                               | Bertrand Balas                                   | Eric Lainé                                       | Alfa Romeo Alfetta GTV6                          | 7:13:15                                          | +46:31                                           |                                                  |
| 7.                                               | Christian Gardavot                               | Rémy Levivier                                    | Porsche 911 SC                                   | 7:15:38                                          | +48:54                                           |                                                  |
| 8.                                               | René Defour                                      | Olivier Roux                                     | Talbot Samba Rallye                              | 7:18:22                                          | +51:38                                           |                                                  |
| 9.                                               | Jacques Panciatici                               | Françoise Sappey                                 | Alfa Romeo Alfetta GTV6                          | 7:27:21                                          | +1:00:37                                         |                                                  |
| 10.                                              | Serge Zèle                                       | Joël Bichet                                      | Renault 5 Turbo                                  | 7:29:19                                          | +1:02:35                                         |                                                  |